# Epicauta balli
Epicauta balli är en skalbaggsart som beskrevs av Werner 1945. Epicauta balli ingår i släktet Epicauta och familjen oljebaggar. Inga underarter finns listade i Catalogue of Life.